# Plusquellec
 Plusquellec  (en bretón Pluskelleg) es una población y comuna francesa, situada en la región de Bretaña, departamento de Côtes-d'Armor, en el distrito de Guingamp y cantón de Callac.

## Demografía
| 1 062 | 1 201 | 1 152 | 1 342 | 1 368 | 1 442 | 1 502 | 1 432 | 1 511 | 1 561 | 1 479 | 1 570 | 1 550 | 1 597 | 1 648 | 1 650 | 1 612 | 1 682 | 1 661 | 1 574 | 1 518 | 1 331 | 1 260 | 1 190 | 1 003 | 902 | 825 | 699 | 575 | 551 | 521 | 496 |
| Para los censos de 1962 a 1999 la población legal corresponde a la población sin duplicidades (Fuente: INSEE [Consultar]) |       |       |       |       |       |       |       |       |       |       |       |       |       |       |       |       |       |       |       |       |       |       |       |       |     |     |     |     |     |     |     |